# Кристина Лати
Кристина Лати (енгл. Christine Lahti) је америчка глумица, рођена 4. априла 1950. године у Бирмингему (Мичиген).